# Zé Maria (Fußballspieler, 1949)

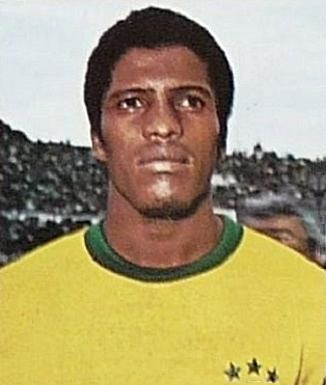
Zé Maria (1974)

José Maria Rodrigues Alves (* 18. Mai 1949 in Botucatu; besser bekannt als Zé Maria oder Super Zé), ist ein ehemaliger brasilianischer Fußballspieler, der als rechter Außenverteidiger spielte. Er ist ein Idol und der fünftmeist eingesetzte Spieler in der Geschichte des Vereins Corinthians. Sein größter Erfolg war der Gewinn der Fußball-Weltmeisterschaft 1970.

## Karriere
Seine ersten Schritte im Fußball machte er beim Lajeado Atlético Clube, einem Amateurverein. Seine Profikarriere begann er 1966 bei Ferroviária de Botucatu, von wo aus er 1967 zu Portuguesa wechselte.
Nach turbulenten Verhandlungen wechselte er 1970 zu Corinthians São Paulo, wo er 1977, 1979, 1982 und 1983 gewann und außerdem Vizemeister der brasilianischen Meisterschaft 1976 (Campeonato Brasileiro de 1976) und der Meisterschaft von São Paulo 1974 (Campeonato Paulista de 1974) sowie den 4. Platz in der brasilianischen Meisterschaft 1971 und 1972 wurde. Er gilt als der beste Rechtsverteidiger in der Geschichte von Corinthians.
1984 wechselte er zu Internacional de Limeira, wo er seine Karriere beendete.

## Brasilianische Nationalmannschaft
Mit der brasilianischen Nationalmannschaft gewann Zé Maria 1970 als Ersatzspieler für Carlos Alberto Torres die Weltmeisterschaft, wobei er jedoch nicht zum Einsatz kam. 1974 war er Stammspieler der brasilianischen Nationalmannschaft bei der Weltmeisterschaft. Er wurde von Trainer Cláudio Coutinho als Stammspieler für die Weltmeisterschaft 1978 nominiert. Eine Verletzung zwang ihn jedoch kurz vor Beginn des Turniers zum Ausscheiden. Er gewann auch die Copa Roca 1971, den Taça Independência 1972 und den Mundialito de Cáli 1977. Von 1968 bis 1978 bestritt er insgesamt 64 Spiele, ohne dabei ein Tor zu erzielen.

## Trainer
1983, in seinem letzten Jahr bei Corinthians, war er in einigen Spielen der brasilianischen Meisterschaft als Trainer der Mannschaft tätig. Zé Maria wurde von seinen eigenen Mannschaftskameraden im besten Stil der Democracia Corintiana demokratisch zum Trainer gewählt.

## Fundação Casa

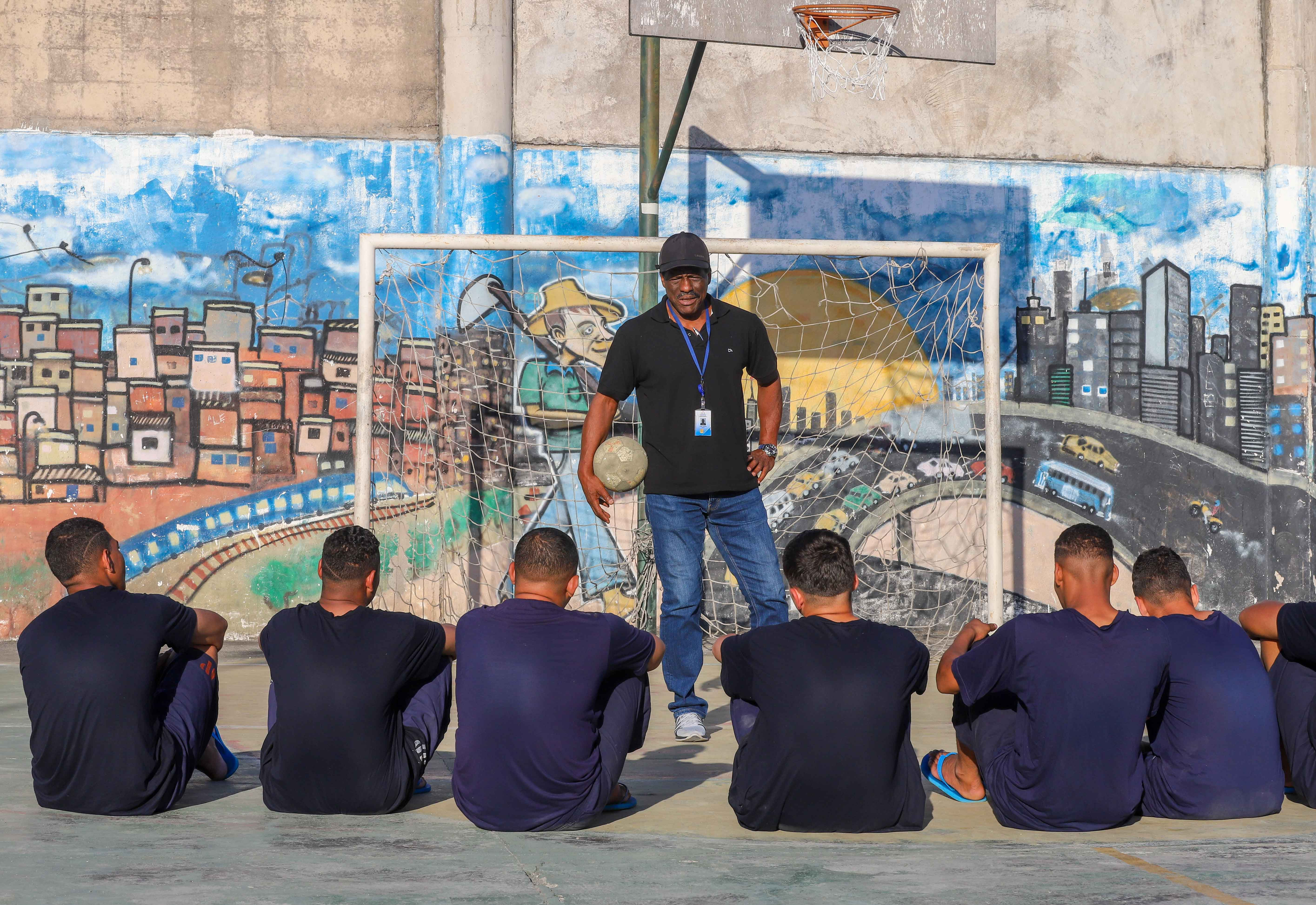
Der ehemalige Spieler Zé Maria hält einen Vortrag für Jungen der Fundação Casa.

Derzeit arbeitet Zé Maria an einem Projekt der Fundação Casa, das minderjährigen Straftätern ermöglicht, während ihrer Haftzeit Fußball zu spielen.